# Шубович Світлана Олександрівна
Шубович Світлана Олександрівна (21 квітня 1950, м. Надвірна, СРСР —  2015, м. Харків, Україна)  — архітектор-теоретик, професор, доктор архітектури, член Національної Спілки архітекторів України.
| Текст вилучений зі статті через підозру в порушенні авторських прав |
| --- |
| Текст, що раніше перебував на цій сторінці, запідозрено в порушенні авторських прав на текст із таких джерел: https://library.kname.edu.ua/images/Список_опублікованих_праць_д-ра_архіт.2c_професора_Шубович_С.pdf Дата, коли було знайдено порушення: 7 квітня 2021. Тому, хто повісив цей шаблон: На сторінку обговорення користувача, який розмістив цю статтю, варто додати повідомлення {{subst:nothanks cv\|Шубович Світлана Олександрівна\|url=https://library.kname.edu.ua/images/Список_опублікованих_праць_д-ра_архіт.2c_професора_Шубович_С.pdf. |
| До уваги користувача, який розмістив цю статтю Не редагуйте статтю зараз, навіть якщо ви збираєтеся її переписати. Дотримуйтесь вказівок нижче. - Якщо власник авторських прав на зазначений вище матеріал дозволяє використовувати його на умовах GNU FDL без незмінюваних секцій та Creative Commons із зазначенням автора / розповсюдження на тих самих умовах, будь ласка, сповістіть про це на сторінці обговорення цієї статті. - Якщо правовласником є ви, додайте на зазначеному вище ресурсі примітку: «Матеріали дозволено використовувати на умовах GNU FDL без незмінюваних секцій та Creative Commons із зазначенням автора / розповсюдження на тих самих умовах». - Якщо дозволу на використання цього матеріалу немає, будь ласка, зробіть одне з двох: 1. Напишіть хоча б гарний накид статті на цій підсторінці. Зверніть увагу: не треба копіювати текст, що порушує авторські права, на зазначену підсторінку й редагувати його. Якщо ви взялися за написання нової статті, не забудьте сповістити про це на сторінці обговорення. 2. Залиште все як є, і тоді статтю буде вилучено. У випадку, якщо новий текст написано не буде, цю статтю буде вилучено через тиждень після появи цього попередження (детальніше див. документацію шаблону). Вихідний текст цієї статті з можливим порушенням копірайту можна знайти в історії змін. Зверніть увагу, що розміщення у Вікіпедії матеріалів, автор яких не надав явного дозволу на їхнє використання відповідно до ліцензії GNU FDL без незмінюваних секцій та Creative Commons із зазначенням автора / розповсюдження на тих самих умовах, може бути порушенням законів про авторське право. Користувачів, які додають до Вікіпедії такі матеріали, може бути тимчасово позбавлено права редагувати статті. Попри все, ми завжди раді вашим оригінальним статтям. Дякуємо. Цю сторінку внесено до категорії Вікіпедія:Можливе порушення авторських прав. |

## Родина
Брат - Шубович Ігор Олександрович (1960 р.н.)[джерело не вказане 1469 днів]

## Нагороди
- Почесна грамота Міністерства освіти і науки України (2002 р.)
- Грамота за активну участь у роботі експертної комісії міського конкурсу наукових студентських робіт (2007 р.)
- Диплом за монографію «Архитектурная композиция в свете мифопоэтики» і за серію монографічних видань з архітектурного проєктування (1999–2008 рр.) (2008 р.)